# Oswald Crollius
Oswald Crollius ou Oswald Croll (vers 1560 - décembre 1609), est un médecin et chimiste allemand se réclamant de Paracelse. Il est l'auteur d'un traité de « chimie », intitulé Basilica chymica,, publié à Francfort-sur-le-Main en 1609, l'année de sa mort. L’ouvrage écrit en latin, connut 18 éditions entre 1609 et 1658 et fut traduit en français , anglais, allemand et même arabe.
L'ouvrage ne traite pas de chimie au sens moderne de science de la matière mais expose la conception du monde et de l'homme très imprégnée de théologie chrétienne, d'alchimie et de magie de Paracelse. Il donne aussi les recettes chimiques pour fabriquer des remèdes et le moyen de deviner les propriétés médicinales des plantes par les signatures qu'elles portent comme autant d'empreintes laissées par Dieu en elles. Il fut longtemps considéré comme la meilleure introduction à l’œuvre de Paracelse.

## Biographie
Né à Wetter près de Marbourg (Landgraviat de Hesse, duché du Saint-Empire romain germanique) en 1560, Oswald Crollius est le troisième fils de Johann Crollius, le maire de Wetter.
À la différence de Paracelse, le médecin suisse novateur qui l'influencera fortement sa pensée, il reçut une excellente formation académique en médecine. Il entra à l’université de Marbourg en 1576, puis fréquenta les universités de Heidelberg, Strasbourg et Genève. Il obtient son titre de docteur en médecine 1582.
Sa première activité fut celle de précepteur de la famille d’Esnes à Lyon puis du comte Maximilian von Pappenheim (de) en 1593-97. Au cours de ses fréquents voyages, il acquit une bonne maitrise du français et de l’italien. En Italie, il rencontra Della Porta.
En 1585, il séjourna à Paris où il aurait rencontré l'alchimiste silésien Venceslas Lavinius et le médecin français Claude Aubery. Il dira plus tard avoir acquis ses connaissances auprès « des plus experts et renommés Chymistes » lors de ses voyages « en France, Espagne, Italie, Suisse, Hongrie, Bohême et Pologne ».
Il fut un médecin itinérant en l’Europe de l’Est, de 1593 à 1602. Après 1602, il s'établit à Prague.
Il eut à soigner le prince Christian Ier d'Anhalt-Bernbourg et même l'empereur  Rodolphe II qui le consulta à plusieurs reprises. Il tissa des liens étroits avec le prince Christian qui fit de lui un genre d'émissaire diplomatique à Prague. Il discutait régulièrement de politique, d'alchimie et de iatrochimie avec le prince. Il obtient de lui un soutien matériel pour pouvoir mener des expériences de chimie et pour évaluer les remèdes chimiques qu'il utilisait. Il fit partie du cercle d'alchimistes et astrologues qui entourait l'empereur Rodolphe II.
Crollius rendit compte de ses expériences et exposa la lecture qu'il faisait de la conception du monde de Paracelse, dans un ouvrage intitulé Basilica Chymica qui sortit l'année de sa mort, en 1609. Il dédia son ouvrage à Christian Ier d'Anhalt-Bernbourg.

## Œuvre

### Chymieaprès Paracelse
Crollius fait partie des premiers disciples de Paracelse, avec Petrus Severinus, Gérard Dorn, Michael Toxites, Jacques Gohory. De son vivant, Paracelse (1493-1541) n'eut pas de disciples et les décennies qui suivirent, jusque dans les années 1630, virent d'incessantes polémiques opposer les médecins humanistes et paracelsiens.
La Basilica chymica, le seul ouvrage de Crollius, est une œuvre de synthèse de sa pensée qu'il publia à la fin de sa vie. Elle fut constamment rééditée tout au long du XVIIe siècle et traduit en allemand, français, anglais et arabe. En 1658, elle fut rééditée à Genève en même temps que la traduction latine des œuvres de Paracelse (écrite en allemand), chez les mêmes éditeurs. Elle fut longtemps considérée comme la meilleure introduction à la pensée innovante du médecin rebelle suisse. Elle constitua par exemple, la référence principale d'Étienne de Clave dans son Cours de chimie.
Ce que Crollius appelle Chymie est identique à ce que Paracelse nommait Alchimie. À cette époque les termes étaient encore interchangeables mais peu à peu l'alchimie recevra une connotation péjorative, liée à la vaine recherche de la transmutation des métaux en or. Après les années 1660, la chimie sera de plus en plus conçue comme une discipline résolument orientée vers la connaissance du monde matériel en soi.
Mais à l'époque de Crollius c'était encore un savoir pratique tiré, des expériences de laboratoire, qui était entièrement au service de la médecine pour la préparation des remèdes.
Replacés dans le long terme de l'histoire des sciences, les travaux des « chimistes » de cette époque sont le témoignage d'une double inflexion dans le développement des sciences:
- d'une part le tournant de la médecine galéniste vers la médecine moderne basée sur la biochimie,
- d'autre part, la séparation progressive de la chimie de l'alchimie pour aboutir à une science autonome de la matière.

### Conception du monde chrétienne
Dans la « Préface en forme d'avertissement » Praefatio admonitoria de son ouvrage Basilica chymica, Crollius présente une synthèse de la conception du monde de Paracelse. Bien qu'inspiré par Severinus, Crollius accorde plus de place à l'interprétation paracelsienne de la Création et aux idées théologiques du maître. Il présente une philosophie de la nature profondément chrétienne, avec Dieu au centre de tout. Tout procède de Dieu à commencer par la connaissance de la nature puisqu'il « est impossible de pouvoir connaitre la machine du monde, si au préalable l'on n'a été enseigné de Dieu même »
| Toute philosophie et vraie science, doit être fondée en la Sainte Écriture et se doit réduire à Dieu... en l'homme il y a trois parties, savoir le corps mortel, l'esprit sidérique & l'âme éternelle, laquelle est le seul domicile & image de Dieu (Préface admonitoire[3], p.58) |
Dans cette conception paracelsienne de l'homme à trois niveaux, l'âme immortelle rend potentiellement apte, par la prière et la méditation, à accomplir des guérisons pareilles à celles du Christ.
La connaissance de la nature n'est pas séparée de la connaissance de Dieu. Si Aristote et Galien avaient eu ce savoir de l'homme sidérique, invisible, leur philosophie et médecine n'auraient pas été entachées de tant d'erreurs, affirme-t-il (p.73). Crollius, comme d'autres chimistes du XVIIe siècle, cherchait à fonder ses pratiques de laboratoire sur une théorie de la nature, totalement inféodée à la théologie « laquelle est l'unique fondement de la vraie Sapience » (p.146).
L'homme, le Microcosme, est un résumé du monde entier, le Macrocosme.
| il n'y a rien au monde de quoi ne s'en trouve quelque parcelle en l'homme, c'est-à-dire au Microcosme, etc. voire que les semences de toutes choses sont cachées en l'homme, [à] savoir des minéraux, des astres, météores, végétaux, animaux, esprits ou démons (Préface admonitoire, p.86) |
Chaque organe humain a sa correspondance dans une partie correspondante du Macrocosme à partir de laquelle le médecin va pouvoir tirer un remède. Tout l'art de la préparation chimique de la substance médicamenteuse est de séparer la partie parfaite et thérapeutiquement active, de la partie imparfaite et impure, « c'est-à-dire de la quintessence des fèces [sédiments], lesquelles doivent être séparées par les moyens du feu ». La distillation permet d'extraire la partie volatile ou esprit « car tout ce qui requis pour la santé est enclos aux esprits, lesquels seuls sont capables d'agir aux lieux affectés, car à la vérité la terre et les écorces sont choses mortes & impuissantes pour l'action » (p. 88).
En raison des relations de sympathie universelle qui unissent le macrocosme et le microcosme, le semblable s'unit au semblable. De même que le cheval connait son écurie, l'oiseau son nid, le médicament « par une certaine vertu magnétique s'en va en à son lieu tendant au membre avec lequel il symbolise, d'autant que les semblables aiment leurs semblables ».

### Préparation chimique des remèdes
Après cette longue introduction philosophico-théologique (de 223 pages), Crollius donne un guide pratique de préparation des remèdes chimiques. Il détaille la préparation des remèdes à base de vitriol, mercure, antimoine, nitre, « pierres précieuses comme Rubis, Grenats, Hyacinthes, Topases, Amathystes, Crystal & caillous », soufre, etc. Ces substances qui pures, peuvent être toxiques sont transformées par une longue série d'opérations chimiques de calcination, dissolution, évaporation, distillation qui amoindrissent finalement leur toxicité. Le principe paracelsien nouveau de « à chaque maladie, correspond un remède spécifique avec une dose spécifique » est appliqué systématiquement. Il rompt avec l'approche holistique de la médecine galéniste pour laquelle le remède devait rétablir l'équilibre des quatre qualités et des quatre humeurs dont la dyscrasie était à l'origine de la maladie. C'est le début d'une analyse réductionniste des maladies.
Par exemple:
| Vitriol blanc vomitif. Il faut dissoudre le vitriol blanc dans l'eau de pluie, puis après l'évaporer, jusqu'à ce qu'il apparaisse une petite croute, ceci fait, il faut le mettre dans une cave, ou quelque lieu froid,& tu verras qu'il se forme une autre croute crystalline, laquelle tu osteras & évaporeras après l'eau comme auparavant & continueras cela jusqu'à la troisième fois... Si on prend un scrupule de Gilla Theophrasti [sel de vitriol], dans du vin, incontinent provoque à vomissement, par lequel le ventricule est déchargé... il est bon contre la fièvre, vers & toutes sortes d'infirmités ventriculaires...Pour la peste, douleur de reins, il en faut prendre demi drachme dans du vin chaud (La royale chymie[3], p.11) |
Crollius utilise le mercure contre la goutte, les venins et la vérole (syphilis). Et comme Paracelse, il recommande des dosages précis pour éviter les doses toxiques:
| L'usage du Mercure précipité. C'est un vrai catholicon pour la guérison de la vérole & pour cette seule maladie il mérité d'être appelé ριζοτομος d'autant qu'il déracine toutes les ulcères venimeux & vénériques, ou fluxions semblables, la dose étant réitérée. (La royale chymie, p.19) |
Les plantes médicinales traditionnelles continuent à être utilisées mais après avoir subi des traitements chimiques. Ainsi, avec des herbes comme « Ellebore noir, Chardon béni, Persil, Angélique, Pimpinelle, Tormentille...», voici le début de ses recommandations pour les préparer:
| Que toutes ces herbes, racines & fleurs, soient séchées à l'ombre, sans sentir aucunement le Soleil: étant sèches, il les faut découper & mettre dans un petit tonneau, les arroser avec décoction faite de houblon (...) & de levain: ceci fait, il faut les mettre au poisle, en lieu bien chaud, afin qu'elle enflent...Après il faut distiller cette composition avec la cornue de cuivre, laquelle ait un réfrigérant d'esprit, comme quand on fait de l'eau-de-vie, les esprits étant sortis, il les faut rectifier médiocrement & reduire en cendre la masse morte ou fèces qui sont demeurées au fond, desquelles tu tireras le sel; avec lequel tu mêleras l'esprit propre, afin que dans quelques jours, il tire son efficience au Bain Marie, etc. (La royale Chymie, p.45) |
Partington a signalé des descriptions importantes comme celles de la préparation du sulfate de potassium, de l'acide succinique, de l'acétate de calcium et de nombreux composés mercuriels.

### Théorie des signatures
La troisième partie de la Basilica chymica est un traité De la signature des plantes, représentant les parties du corps (Édition de 1633, traduction de Marcel de Boulene). Le principe déjà amplement analysé par Paracelse, est simple: chaque chose et chaque être par sa configuration extérieure, sa couleur et sa forme, exprime ses qualités médicinales propres secrètes. Ainsi, la ressemblance de la fleur de pavot ou de la noix avec la tête est la signature de leurs propriétés « propres pour les maladies de la tête »
| Le pavot avec sa couronne [...] représente la tête & le cerveau: sa décoction est fort propre pour les maladies de la tête. Les noix [...] ont toujours la signature de la tête: car l'écorce verte par dehors représente le Péricrane; c'est pourquoi le sel d'icelles sert pour les plaies du Péricrane. (De la Signature[3], p.35) |
Dans une autre version de cette troisième partie, intitulée Traité des signatures ou vraie Anatomie du grand et petit monde, Crollius développe les considérations théoriques qui sous-tendent la théorie des signatures. Il reproche aux botanistes de son temps de ne s'interesser qu'aux propriétés extérieures et apparentes des plantes, du lieu où elles croissent, sans prendre garde que leur force est indiquée par
| l'ombre & image de Dieu, qu'elles portent, ou à la vertu interne, laquelle leur a été donnée du ciel, comme par dot naturel, que non pas à ces baguenoderies; vertu, dis-je, laquelle se reconnaissoit plutôt par la signature, ou sympathie analogique,& mutuelle des membres du corps humain, à ces plantes là, qu'en autre chose que ce soit (p.4) |
Selon E. Levi, dans son Livre des signatures, ou de la vraie et vivante anatomie du grand et du petit monde, « Crollius cherchait à établir que Dieu et la nature ont en quelque sorte signé tous leurs ouvrages, et que tous les produits d'une force quelconque de la nature portent, pour ainsi dire, l'estampille de cette force imprimée en caractères indélébiles, en sorte que l'initié aux écritures occultes puisse lire à livre ouvert les sympathies et les antipathies des choses, les propriétés des substances et tous les autres secrets de la création. Les caractères des différentes écritures seraient primitivement empruntés à ces signatures naturelles qui existent dans les étoiles et dans les fleurs, sur les montagnes et sur le plus humble caillou. Les figures des cristaux, les cassures des minéraux, seraient des empreintes de la pensée que le Créateur avait en les formant. »

## Publications
- Alchemomedizinische Briefe 1585 bis 1597 ; übers. und erl. Wilhelm Kühlmann u. Joachim Telle. Stuttgart : Steiner, 1998. (Heidelberger Studien zur Naturkunde der frühen Neuzeit ; 6).  (ISBN 3-515-07258-6).
- De signaturis internis rerum. Die lateinische editio princeps (1609) und die deutsche Erstübersetzung (1623) ; hrsg. Wilhelm Kühlmann u. Joachim Telle. Stuttgart : Steiner, 1996. (Heidelberger Studien zur Naturkunde der frühen Neuzeit ; 5).  (ISBN 3-515-06983-6).
- Traicté des signatures ou vraye et vive anatomie du grand et petit monde (vers 1610), Archè, coll. "Sebastiani", Milan, 1976. 129 p.
- Basilica chymica (1609), Genève, 1658, 831 p. ; trad. : La royale chymie, trad. J. Marcel de Boulenc, 1622.